# Sulfate de plomb(II)
Le sulfate de plomb(II) (PbSO4), couramment appelé sulfate de plomb, est un sel de plomb qui se présente sous la forme d'un cristal ou d'une poudre blanche. Le sulfate de plomb est peu soluble dans l'eau.
Il est notamment visible sur les électrodes des batteries automobile déchargées : en charge, le sulfate de plomb se transforme en plomb métallique et acide sulfurique sur l'électrode négative et en dioxyde de plomb et acide sulfurique sur l'électrode positive.

## Minéral
Le minéral naturel anglésite, PbSO4, est un produit d'oxydation du sulfure de plomb, la galène.

## Sulfates de plomb basiques et hydrogénosulfate
Plusieurs sulfates de plomb basiques sont connus : PbSO4·PbO ; PbSO4·2PbO ; PbSO4·3PbO ; PbSO4·4PbO. Ils sont utilisés dans la fabrication de la pâte active des batteries au plomb. Un minéral apparenté est la leadhillite, 2PbCO3·PbSO4·Pb(OH)2.
Dans l'acide sulfurique concentré (>80 %), il se forme de l'hydrogénosulfate de plomb, Pb(HSO4)2.

## Toxicologie
Le sulfate de plomb est toxique par inhalation, ingestion et contact avec la peau. C'est un poison chronique, et une exposition répétée peut conduire à l'anémie, endommager les reins, causer des troubles de la vue ou du système nerveux central (spécialement chez les enfants). Certains sels de plomb peuvent perturber la reproduction et entraîner des désordres cardiovasculaires. Il est également corrosif : un contact avec les yeux peut donner des irritations sévères ou des brûlures. La valeur seuil (au-dessus de laquelle le produit est dangereux) est d'environ 0,15 mg·m-3.